# Ромен сир Изер
Ромен сир Изер (фр. Romans sur Isére) град је у Француској, у департману Дром.
По подацима из 1999. године број становника у месту је био 32.667.

## Демографија
| 1962.  | 1968.  | 1975.  | 1982.  | 1990.  | 1999.  | 2011.  |
| ------ | ------ | ------ | ------ | ------ | ------ | ------ |
| 26.377 | 31.545 | 33.030 | 33.152 | 32.734 | 32.667 | 33.613 |

## Градови побратими
- Коулвил
- Штраубинг
- Варденис